# المكالمة (فلم 2013)
المكالمة (بالإنجليزية: The Call) هو فيلم إثارة أُصدر في الولايات المتحدة سنة 2013 . وهذا الفيلم من بطولة هالي بيري وأبيجيل برسلين.

## قصة الفيلم
تدور قصة الفيلم حول عاملة استقبال مكالمات طواريء في وحدة الإسعاف المركزية وهي تحاول إنقاذ حياة فتاة صغيرة، ولكنها تجد نفسها مضطرة لمواجهة قاتل شرس.

## الميزانية والإيرادات
بلغت تكلفة إنتاج الفيلم حوالي 13 مليون دولار بينما حقق أرباحاً تقدر بـ $68.6 مليون دولار.

## وصلات خارجية
- مقالات تستعمل روابط فنية بلا صلة مع ويكي بيانات